# Centrale thermique de Maria-Gléta
La centrale thermique de Maria-Gléta est une centrale électrique au Bénin. Elle est située à Maria-gléta  dans la commune d'Abomey-Calavi plus précisément dans l'arrondissement de Togba dans le département de l'Atlantique.

## Histoire et capacité de production
Le projet de construction de la centrale thermique de Maria-Gléta a débuté en 2010. Mise en service en trois ans, elle était composée de huit turbines General Electric LM 1.500 d'une capacité de 10 MW chacune. Il était prévu d'utiliser la centrale pour construire une centrale à turbine à gaz à cycle combiné d'une capacité de 110 MW afin d'augmenter son efficacité. La centrale de cogénération, qui a commencé à utiliser du carburant d'aviation, devait également commencer à utiliser du gaz naturel peu après avoir été approvisionnée par l'Allemagne via le gazoduc ouest-africain. Cependant, ces plans n'ont pas pu être mis en œuvre rapidement, et en avril 2014, la centrale a été fermée en raison de sa non-rentabilité, puis elle a été louée avec une capacité de remplacement temporaire. Tout au long de l'année 2015-2016, le gouvernement a tenté d'organiser l'approvisionnement en gaz et de faire passer la centrale au carburant. Cependant, la persistance de la réception de gaz a contraint le gouvernement à signer un contrat avec la société britannique Aggreko pour l'installation rapide de deux générateurs diesel de 50 MW à Maria Gleta, dont le premier pourrait être mis en service avant Noël, alors que le pays connaît une consommation d'énergie accrue. Cet équipement aura la priorité sur l'équipement précédemment loué, car la technologie ADDGAS permettra de remplacer une partie importante du carburant diesel par du gaz naturel'. Toujours à partir de 2015, des procédures d'appel d'offres sont en cours pour l'installation de capacités bicombustibles (produits pétroliers/gaz) de 120 MW sur le site de Maria Gleta. Le projet sera financé par la Banque ouest-africaine de développement et la Banque islamique de développement. Ainsi, le  29 septembre 2017, Maria-Gléta 2  est lancée. Le vendredi 15 mars 2019, le premier moteur de cette nouvelle centrale est mis en marche par le ministre béninois Dona-Jean-Claude HOUSSOU,,,,. En août 2020, le gouvernement de Patrice Talon annonce la construction d'une nouvelle centrale électrique : Maria-gléta 3,,' d'une capacité de 143 Mégawatts pour permettre au Bénin d'être non seulement indépendant sur le plan énergique mais aussi de vendre cette énergie électrique à ses voisins qui sont dans le besoin.

## Gestion des centrales
Afin de gérer au mieux la distribution de l’énergie électrique sur toute l'étendue du territoire béninois, le gouvernement décide en son conseil des ministres du mercredi 2 décembre 2020 de créer une société de patrimoine de production d’électricité, la Sbpe qui est distincte de la Société béninoise d’énergie électrique et qui aura pour mission essentielle la distribution de l'énergie électrique. Hormis cela, cette nouvelle société qui sera à capital public aura également pour activités: la production et la vente d’électricité grâce à l’exploitation des actifs propres, l’achat de l’énergie solaire produite par les opérateurs privés et la vente d’électricité à la Sbee, le développement des énergies renouvelables,,,,.